# Kronichthys heylandi
Kronichthys heylandi és una espècie de peix de la família dels loricàrids i de l'ordre dels siluriformes.

## Morfologia
- Els mascles poden assolir 15 cm de longitud total.[1][2]

## Hàbitat
És un peix d'aigua dolça i de clima tropical.

## Distribució geogràfica
Es troba a Sud-amèrica: rius costaners de l'est del Brasil entre Santos i Rio de Janeiro.